# Euphorbia nana
Euphorbia nana är en törelväxtart som beskrevs av John Forbes Royle. Euphorbia nana ingår i släktet törlar, och familjen törelväxter. Inga underarter finns listade i Catalogue of Life.